# East Hartford
East Hartford es un pueblo ubicado en el condado de Hartford en el estado estadounidense de Connecticut. En el año 2005 tenía una población de 49 173 habitantes y una densidad poblacional de 1055 habitantes por km².

## Geografía
East Hartford se encuentra ubicada en las coordenadas 41°45′41″N 72°36′55″O / 41.76139, -72.61528.

## Demografía
Según la Oficina del Censo en 2000 los ingresos medios por hogar en la localidad eran de 41 424 $, y los ingresos medios por familia eran 50 540 $. Los hombres tenían unos ingresos medios de 36 823 $ frente a los 29 860 $ para las mujeres. La renta per cápita para la localidad era de 21 763 $. Alrededor del 10.3 % de la población estaban por debajo del umbral de pobreza.